# Люблянски Звон
„Люблянски Звон“ (на словенски: Ljubljanski zvon, в превод Люблянски звънец) е словенско месечно списание, издавано в Любляна от 1881 до 1941 година, смятано за едно от най-добрите литературни и културни списания в Словения.
Списанието е основано през 1881 година и е с либерална насоченост. Основателите му са млади либерали, предимно от Карниола, които не са доволни от редакторската политика на виенското списание „Звон“, издавано от дойена на младословенското движение Йосип Стритер. Основни фигури в групата са писателите, журналисти и политически активисти Йосип Юрчич, Янко Кресник, Иван Тавчар и Фран Левец, които смятат редакторската политика на Стритар като прекалено откъсната от реалността в словенските земи и отхвърлят постромантичните му естетически възгледи, които смятат за назадничави и прекалено повлияни от Шопенхауеровия песимизъм. Вместо това те се обръщат към реализма и по-късно към натурализма.
Скоро след създаването си „Люблянски Звон“ става най-престижното литературно списание, излизащо на словенски език. След началото на XX век се превръща и в платформа за обществени и политически дебати. Списанието стои на прогресивни и либерални позиции. В 1888 година консервативни католически интелектуалци основават списанието „Дом ин Свет“ за да се противопоставят на влиянието на „Люблянски Звон“ и оттогава съревнованието между двете издания определя характеристиките на словенския културен и обществен живот.
По време на авторитарния режим на крал Александър I Караджорджевич в Югославия, редакцията на списанието се разделя между малцинството, което подкрепя проекта за създаване на единна югославска нация, и мнозинството, което иска запазването на специфичната словенска национална и културна идентичност. Първият сериозен конфликт избухва през 1931 г., когато главният редактор Фран Албрехт решама да отбележи 50-ата годишнина от основаването на списанието чрез добавяне на ново подзаглавие: Slovenska revija (Словенско списание). Решението е взето в период, когато югославските власти налагат официалната употреба на сръбския език в Дравска бановина, и когато дори името Словения е забранено за официално обществено ползване.
На следващата година избухва конфликт между поета Отон Жупанчич и литературния критик Йосип Видмар по въпроса за словенската идентичност. Жупанчич публикува есе по повод посещението на американския писател Луис Адамич, по произход словенец, в Кралство Югославия, в което той твърди, че словенците не трябва да са прекалено фокусирани в своя език, тъй като могат да запазят идентичността си, дори и без него. Статията е възприета от мнозина като фина подкрепа на културните политики на авторитарния монархически режим. Когато литературният критик Йосип Видмар иска да публикува негативна рецензия на есето в списанието, издателят, тясно свързан с национално-либералния политически естаблишмънт, поддържащ диктатурата на крал Александър, не му позволява. В знак на протест повечето от редакторите на списанието напускат, включително и главният редактор Фран Албрехт. През същата година Албрехт публикува книга, озаглавена „Кризата в „Люблянски Звон“, в която прави публични всички детайли от полемиката. Книгата значително поврежда репутацията на списанието. В 1933 г. по-младото поколение словенски либерални интелектуалци, отхвърлящи идеята за изграждане на югославска нация, основава ново списание, наречно „Содобност“ (Модерност) с Албрехт като редактор. „Содобност“ привлича много от талантливите писатели и „Люблянски Звон“ губи значителна част от абонатите си. През 1935 г. главен редактор става писателят и журналистът Юш Козак. Той отваря списанието за марксистките и комунистически автори, които пишат под псевдоними. Сред тях е и младият Душан Пиревец, който по-късно се превръща в един от най-изтъкнатите марксистки интелектуалци в Словения.
След разгрома на Югославия от Германия през април 1941 г., списанието е закрито от италианските окупационни власти на провинция Любляна. След края на Втората световна война и през 1945 г., новите комунистически власти не позволяват възстановяването на списанието, въпреки про-марксисткия уклон на неговата последна редколегия.
Сред редакторите на „Люблянски Звон“ са такива фигури като Фран Левец, Антон Фунтек, Янко Керсник, Антон Ашкерц, Отон Жупанчич, Антон Мелик, Фран Албрехт, Антон Оцвирк, Тоне Селишкар и Юш Козак. Много от най-важните словенски авторите от периода публикуват своите произведения в списанието, включително и Драготин Кете, Йосип Mурн, Иван Цанкар и Алоиз Градник.
Броевете на списанието са достъпни на страницата на Дигиталната библиотека на Словения.